# Избори за предсједника Републике Српске 2000.
Избори за предсједника Републике Српске 2000. одржани су 11. новембра као дио општих избора у БиХ. За предсједника је изабран Мирко Шаровић, а за потпредсједника Драган Чавић. Број важећих гласова био је 629.363. Ово су били једини предсједнички избори у Републици Српској на којима се користио систем преференцијалног гласања.

## Резултати
| Кандидат за предсједника | Кандидат за потпредсједника | Политички субјекат                  | Гласови |
| ------------------------ | --------------------------- | ----------------------------------- | ------- |
| Мирко Шаровић            | Драган Чавић                | Српска демократска странка          | 313.572 |
| Милорад Додик            | Доброслав Ћук               | Странка независних социјалдемократа | 161.942 |
| Момчило Тепић            | Перица Бундало              | Партија демократског прогреса       | 54.392  |
| Слободан Поповић         | Мирсад Ђапо                 | Социјалдемократска партија БиХ      | 48.992  |
| Зијад Мујкић             | Анте Милиновић              | Грађанска демократска странка       | 37.614  |
| Аљо Дугоњић              | Јованка Беца Шарац          | Босанска странка                    | 12.851  |
| Укупно важећи гласови    | Укупно важећи гласови       | Укупно важећи гласови               | 629.363 |
| Извор: ЦИК               |                             |                                     |         |